# Apatophysis komarowi
Apatophysis komarowi là một loài bọ cánh cứng trong họ Cerambycidae.